# Orpington (pollo)
Orpington è una razza pesante di polli inglese conosciuta in tutto il mondo. Creata nel 1886 da William Cook, prende il nome dall'omonima città del Kent in cui è nata. È un pollo di corporatura molto grossa e pesante, dotato di un piumaggio ricco e soffice, presente in molte varietà di colore. È un animale molto docile e tranquillo, allevato principalmente a scopo sportivo, anche se è nato come razza a duplice attitudine.

## Origini
L'esperto avicoltore inglese William Cook nella seconda metà dell'800 decise di creare una razza a duplice attitudine, utilizzando Langshan, Minorca e Plymouth Rock, tutte nella colorazione nera, unitamente alla creazione della razza Orpington nelle anatre. Dopo una lunga selezione nel 1886 videro la luce i primi esemplari di Orpington nera, inizialmente molto simili alla Langshan. Nel 1890 raggiunsero gli USA, dove acquisirono velocemente molta popolarità grazie alla loro ottima produzione di carne. Successivamente Cook si impegnò per creare altre colorazioni: così 8 anni dopo nacque la Orpington fulva, derivante dagli incroci tra Cocincina fulva, Dorking grigia e Amburgo oro pagliettata nero. Altri 8 anni e l'allevatore creò la Orpington bianca,  ottenuto incrociano Livorno bianca, Dorking bianca e Amburgo nera. Poco dopo comparve anche la varietà blu orlo nero, probabilmente come mutazione della varietà nera originale. Nel 1897 l'instancabile Cook produsse anche la varietà millefiori, ribattezzata "jubilee", in onore del Giubileo della regina Vittoria, usando le stesse razze alla base della creazione della varietà fulva, tranne la Dorking, che in questo caso venne utilizzata nella colorazione cucula. La Orpington iniziò a distinguersi per la buona deposizione, elevata anche durante il periodo invernale.

## Caratteristiche morfologiche

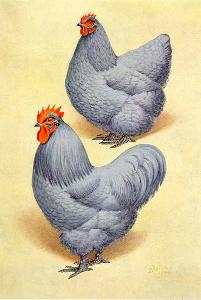
Stampa raffigurante coppia di polli Orpington Blu.

È una razza piuttosto pesante, ma che appare ancora più grande e voluminosa grazie al folto e soffice piumaggio di cui è provvista. La testa è di media lunghezza, larga e ornata di una cresta semplice a 5 punte di piccole dimensioni, soprattutto nella femmina, portata dritta in entrambi i sessi. Gli occhi sono rotondi, largi e prominenti, dotati di iride rosso scuro. Il becco è corto e forte, e leggermente ricurvo. Gli orecchioni sono di media grandezza e rossi, mentre i bargigli sono abbastanza lunghi e larghi.
Il collo è abbastanza corto e provvisto di una ricca mantellina. Il dorso è largo, piatto a livello delle spalle, leggermente rialzato verso la coda. La coda è abbastanza corta ma larga, e forma con la linea del dorso un angolo di 45° nel gallo e di 35° nella gallina. Le ali sono di media grandezza, portate orizzontalmente, e coperte dal folto piumaggio soprastante.
L'addome è largo e profondo, e ben arrotondato.  Le zampe sono corte e robuste, con tarsi di colore rosa nella varietà chiare e colorate e di colore nero in quelle scure. Il peso è di circa 4,500 kg nel gallo e di 3,600 kg nella gallina.

## Colorazioni
Avendo attratto l'interesse di molti allevatori nel mondo, sono state selezionate molte varietà di colore della razza, oltre alle originali create da Cook, ovvero nera, fulva, bianca e blu orlo nero. Oggi è possibile ammirare anche Orpington di colorazione betulla, cucula, millefiori, nera picchiettata di bianco, oro orlo nero, perniciata, rossa.

### Galleria d'immagini

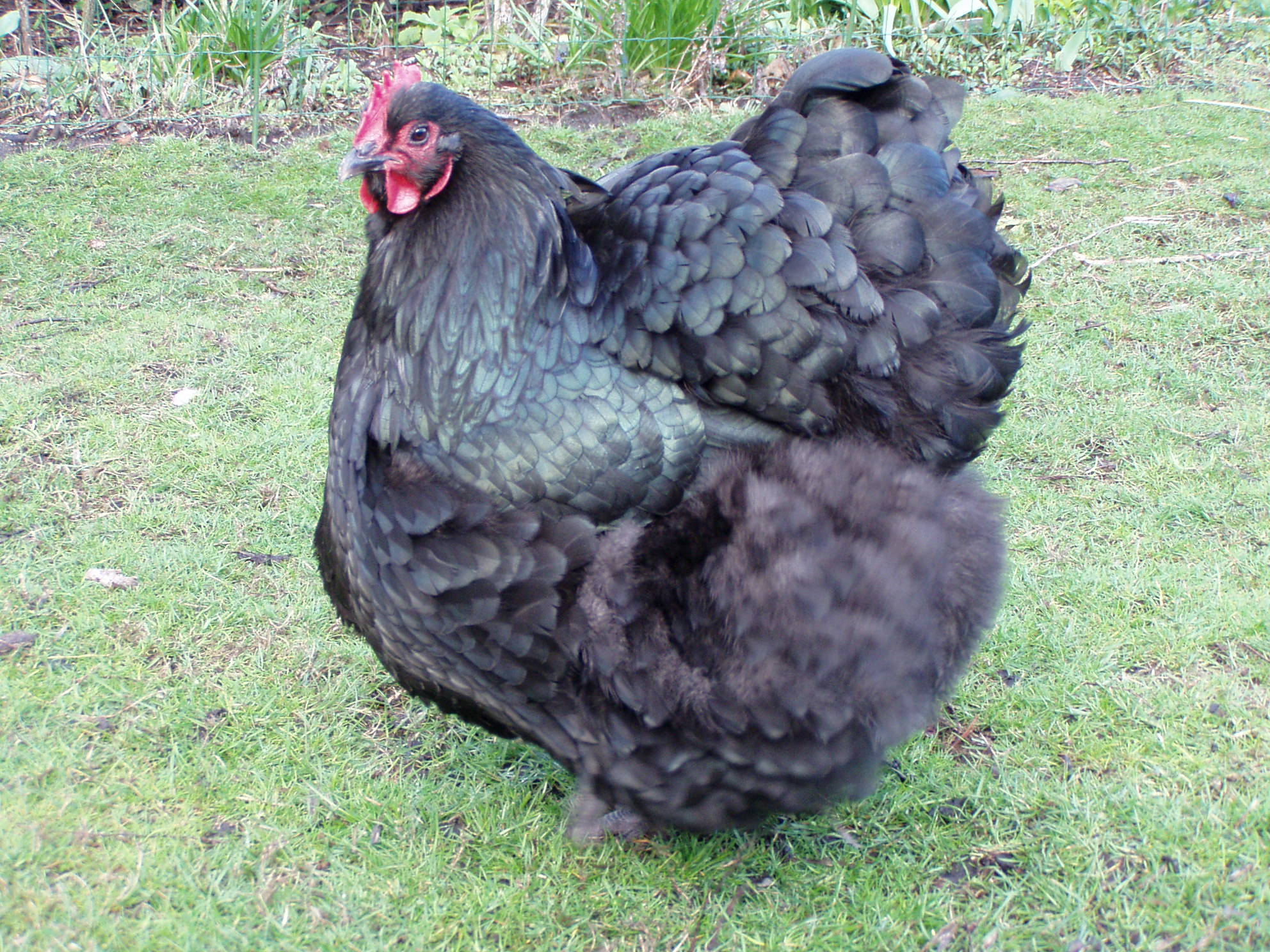
Gallina Orpington Nera.
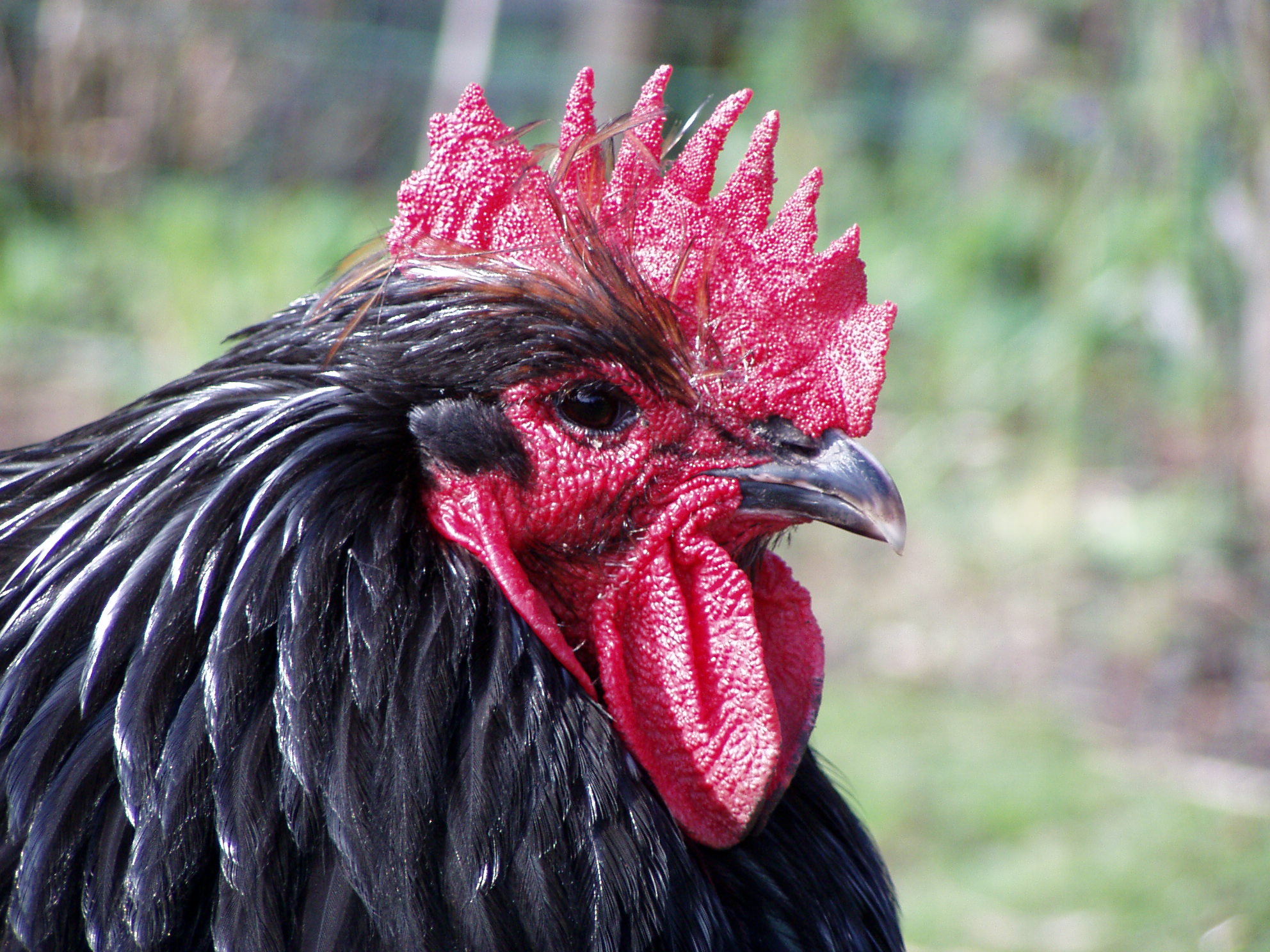
Primo piano della testa di un gallo Orpington Nero.
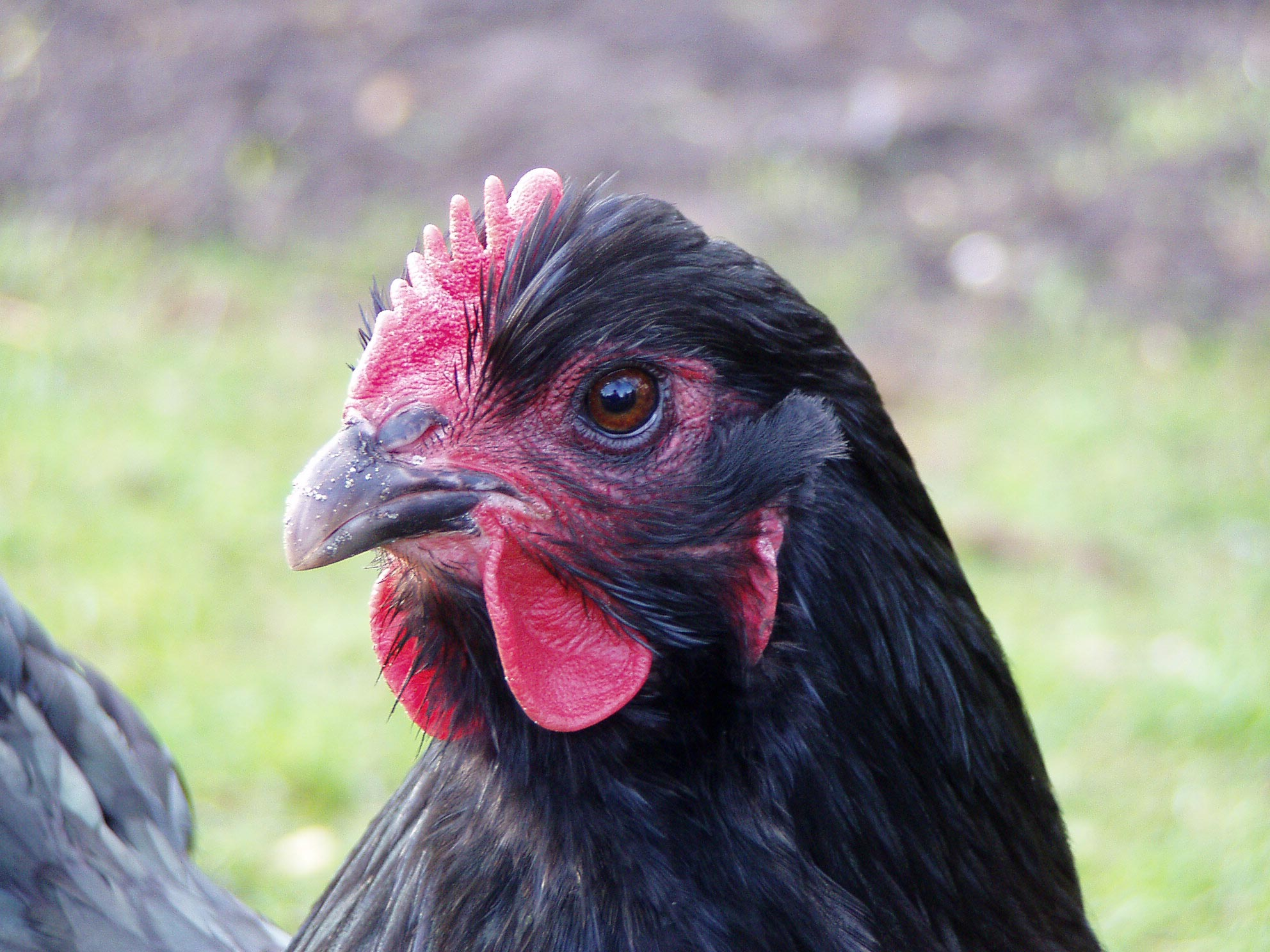
Primo piano della testa di una gallina Orpington Nera.
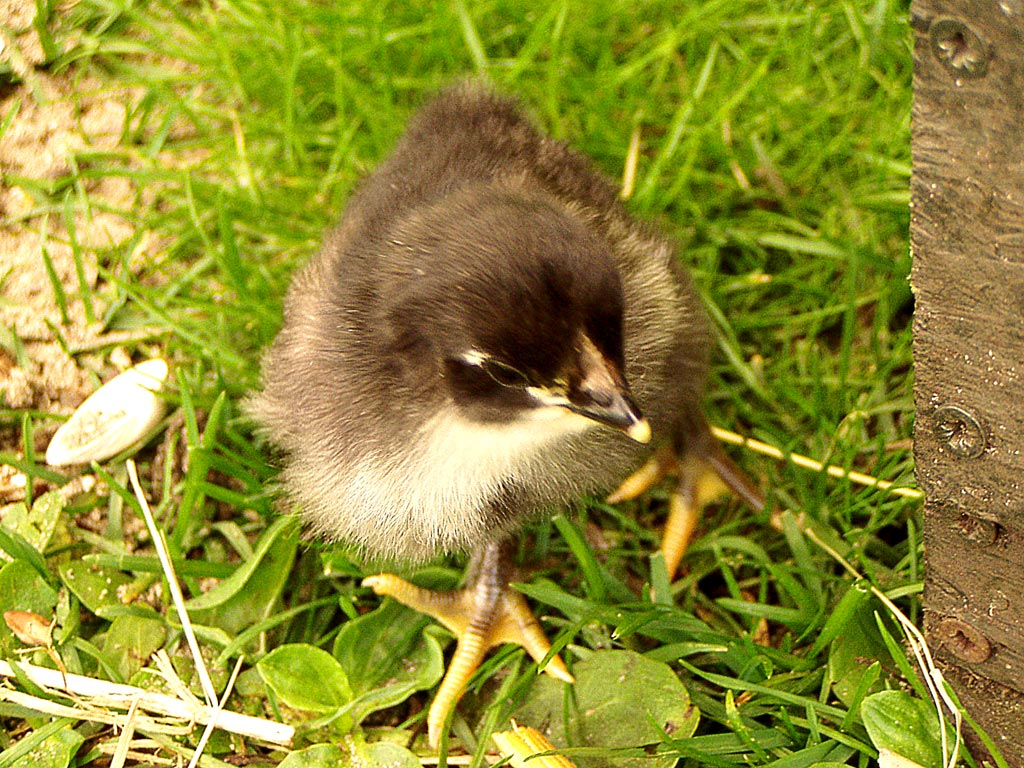
Pulcino Orpington Nero.
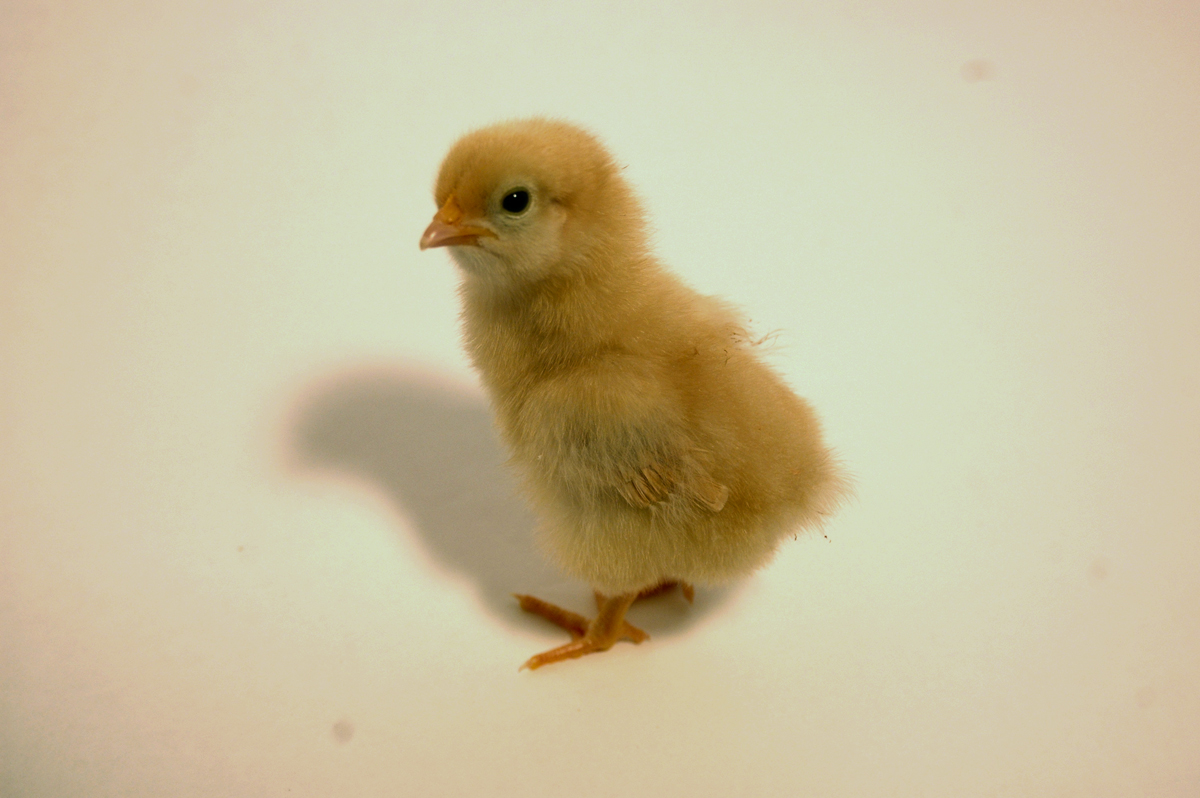
Pulcino Orpington Fulvo
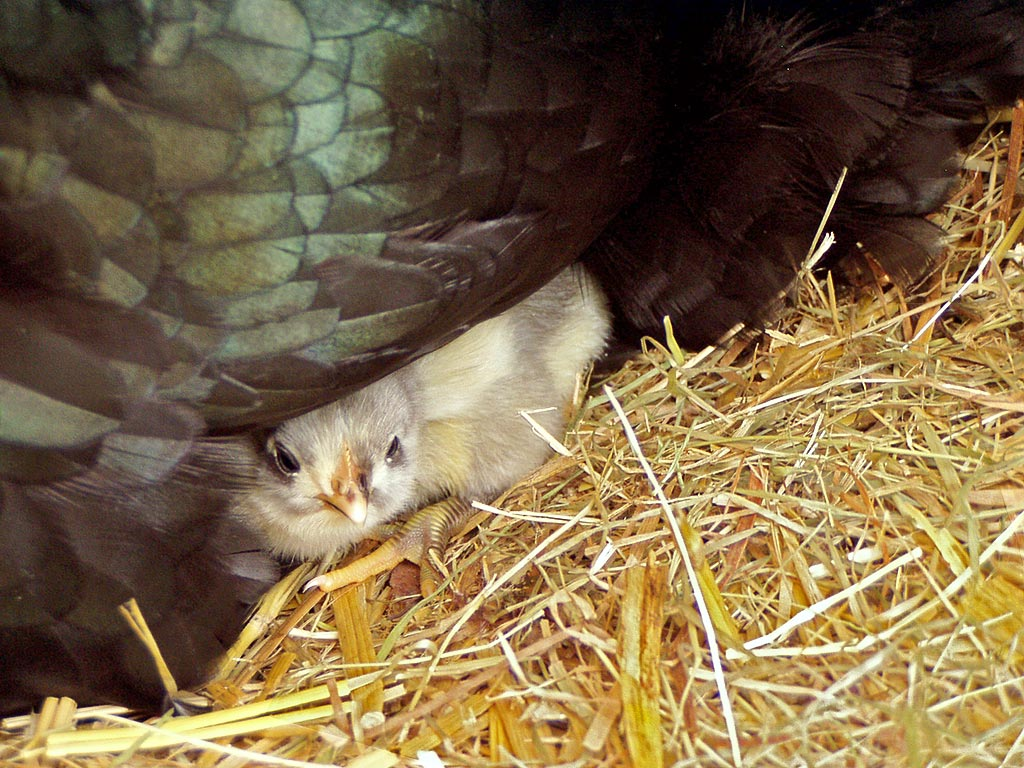
Pulcino Orpington Blu sotto le ali della madre.
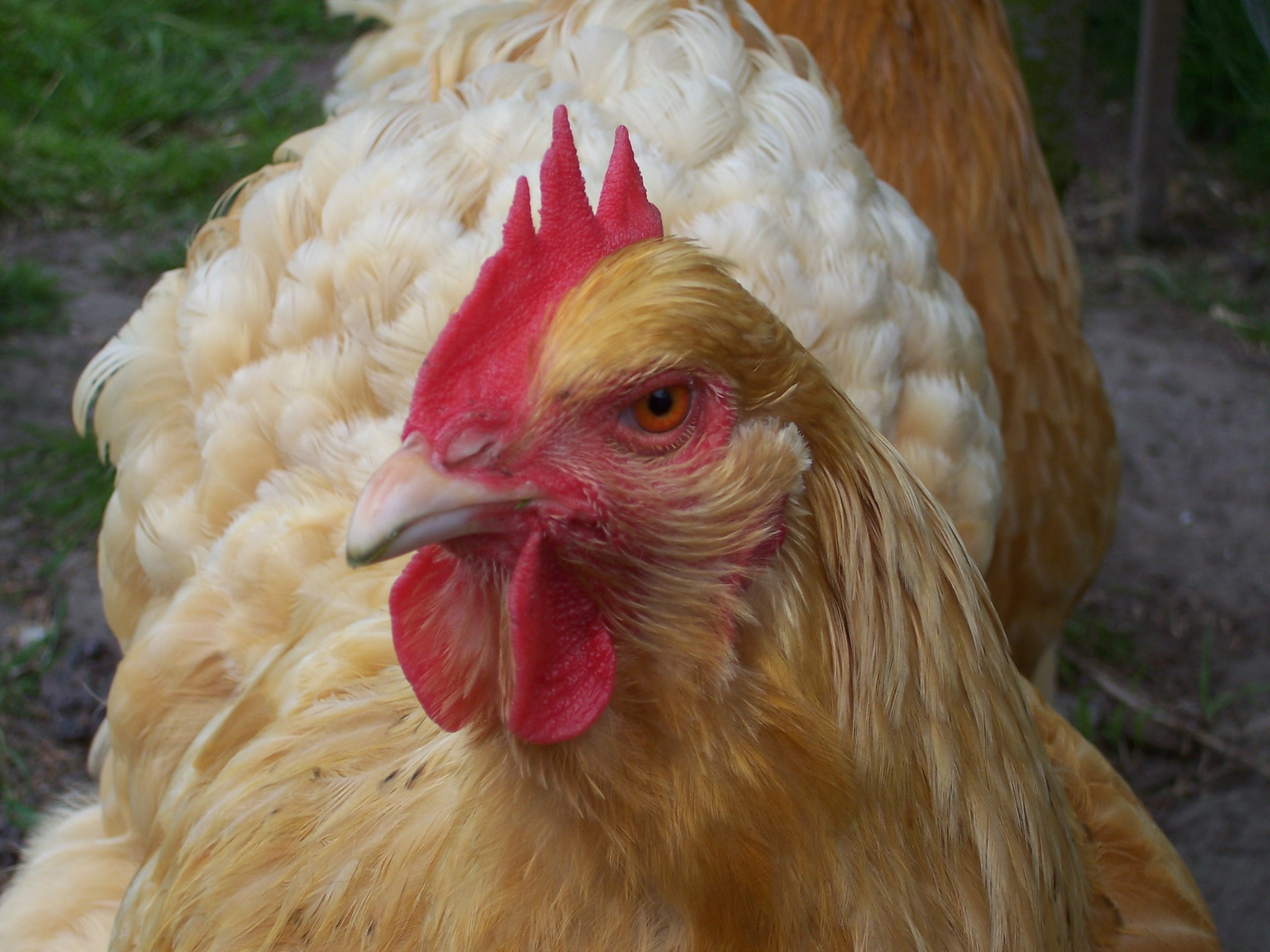
Primo piano frontale di una gallina Orpington Fulva.
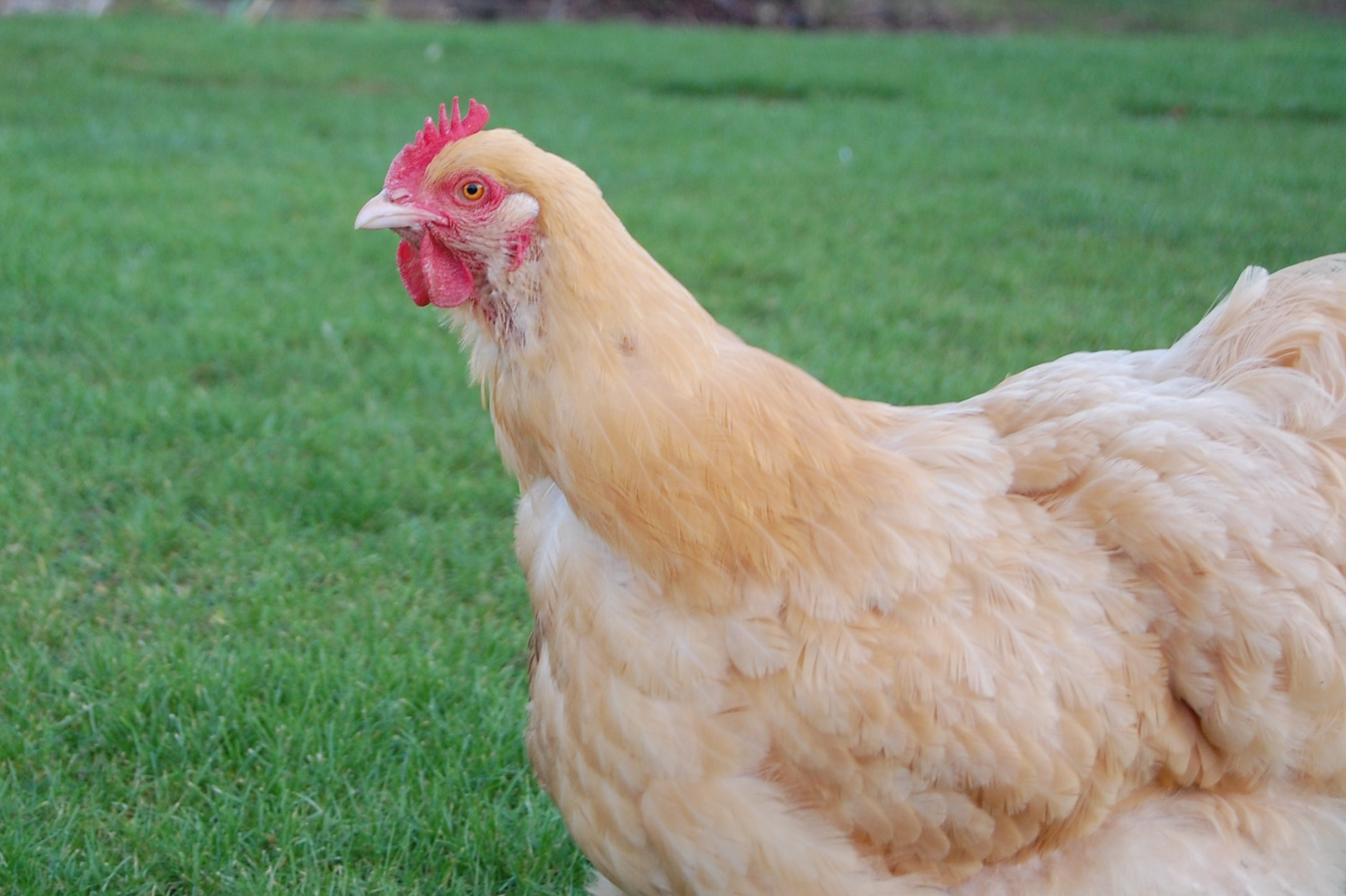
Gallina Fulva.

## Qualità
La Orpington presente oggi in tutti gli standard del mondo è ben diversa da quella creata da Cook. La razza originaria era più slanciata e snella, ma molto adatta alla produzione di uova e di carne. La selezione mirata a scopi sportivi e ornamentali ha aumentato notevolmente il piumino e la massa scheletrica degli uccelli, che in questo modo appaiono molto più imponenti rispetto a quelli originari, ma in realtà sviluppano meno carne. A causa di questa particolarità la razza necessita di molte attenzioni da parte degli allevatori, visto che durante la crescita i polli rischiano di non sviluppare arti sufficientemente adatti a sostenere la loro massa. Inoltre rispetto agli intenti di Cook, la Orpington odierna è un'ovaiola piuttosto mediocre ed è poco feconda. Nonostante questo è un pollo che ha riscosso un grande successo presso gli avicoltori di tutto il mondo, ed è una delle razze pesanti più allevate, grazie all'attraente corporatura soffice e possente, e al carattere mite e tranquillo, che la rende perfetta come animale da compagnia.